# Charles Jones (baloncestista de 1962)
Charles Alexander Jones (nacido el 12 de enero de 1962 en Scooba, Misisipi) es un exjugador de baloncesto estadounidense que jugó cuatro temporadas en la NBA, además de hacerlo en la liga italiana. Con 2,03 metros de estatura, lo hacía en la posición de alero.

## Trayectoria deportiva

### Universidad
Jugó durante cuatro temporadas con los Cardinals de la Universidad de Louisville, en las que promedió 8,7 puntos y 6,3 rebotes por partido, Es el segundo jugador que más tapones ha puesto en la historia de los Cardinals, con 208, llegando a conseguir 10 en un único partido ante Western Kentucky en 1983.

### Profesional
Fue elegido en la trigésimo sexta posición del 1984 por Phoenix Suns, donde en su primera temporada tuvo una actuación destacada, jugando más de 20 minutos por partido, y promediando 8,4 puntos y 5,1 rebotes por partido. Tras una discretas segunda temporada en los Suns, fue despedido, fichando en 1987 como agente libre por los Portland Trail Blazers, Pero en los Blazers su participación fue mínima, jugando apenas 5 minutos por encuentro en los que promedió 1,4 puntos.
Tras quedarse de nuevo sin equipo, ya iniciada la temporada 1988-89 ficha por los Washington Bullets, donde, a las órdenes de Wes Unseld vuelve a tener una presencia testimonial, jugando su mejor encuentro ante Denver Nuggets, cuando saliendo desde el banquillo consiguió 16 rebotes en 26 minutos.
En 1989 se marcha a jugar al Viola Reggio Calabria de la liga italiana, donde en su única temporada promedió 11,9 puntos y 10,4 rebotes por partido. Al año siguiente fichó por el Kleenex Pistoia de la Serie A2, jugando 17 partidos en los que promedió 12,9 puntos y 10,5 rebotes.

## Estadísticas de su carrera en la NBA

### Temporada regular
| Temporada | Edad | Equipo                 | Liga | P   | TIT | MIN  | TC  | TCA | %TC  | 3P  | 3PA | %3P  | TL  | TLA | %TL  | R.OF. | R.DEF. | REB | ASIS | ROB | TAP | PER | FP  | PTS |
| 1984-85   | 23   | Phoenix Suns           | NBA  | 78  | 14  | 20.1 | 3.0 | 5.8 | .520 | 0.0 | 0.1 | .000 | 2.3 | 3.6 | .648 | 1.8   | 3.3    | 5.1 | 1.6  | 0.6 | 0.8 | 1.8 | 1.9 | 8.4 |
| 1985-86   | 24   | Phoenix Suns           | NBA  | 43  | 18  | 17.3 | 1.7 | 3.8 | .457 | 0.0 | 0.0 | .000 | 1.2 | 2.3 | .510 | 1.5   | 3.0    | 4.5 | 1.2  | 0.7 | 0.6 | 1.3 | 2.0 | 4.7 |
| 1987-88   | 26   | Portland Trail Blazers | NBA  | 37  | 0   | 5.0  | 0.4 | 1.1 | .400 | 0.0 | 0.0 | .000 | 0.5 | 0.9 | .576 | 0.3   | 0.5    | 0.8 | 0.2  | 0.1 | 0.2 | 0.3 | 0.8 | 1.4 |
| 1988-89   | 27   | Washington Bullets     | NBA  | 43  | 0   | 12.0 | 0.9 | 1.9 | .463 | 0.0 | 0.1 | .333 | 0.8 | 1.2 | .623 | 1.3   | 2.0    | 3.3 | 0.4  | 0.4 | 0.4 | 0.5 | 1.1 | 2.6 |
| Total     |      |                        | NBA  | 201 | 32  | 15.0 | 1.8 | 3.7 | .493 | 0.0 | 0.0 | .111 | 1.4 | 2.3 | .611 | 1.3   | 2.4    | 3.8 | 1.0  | 0.5 | 0.5 | 1.2 | 1.6 | 5.0 |

### Playoffs
| Temporada | Edad | Equipo                 | Liga | P | MIN | TCA | TC | 3PA | 3P | TLA | TL | R.OF. | REB | ASIS | ROB | TAP | PER | FP | PTS | %TC  | %3P | %FT   | MIN  | PTS | REB | AST |
| 1984-85   | 23   | Phoenix Suns           | NBA  | 2 | 34  | 3   | 5  | 0   | 0  | 6   | 6  | 1     | 3   | 3    | 0   | 3   | 3   | 4  | 12  | .600 |     | 1.000 | 17.0 | 6.0 | 1.5 | 1.5 |
| 1987-88   | 26   | Portland Trail Blazers | NBA  | 2 | 2   | 0   | 1  | 0   | 0  | 0   | 0  | 0     | 1   | 0    | 0   | 0   | 0   | 0  | 0   | .000 |     |       | 1.0  | 0.0 | 0.5 | 0.0 |
| Total     |      |                        | NBA  | 4 | 36  | 3   | 6  | 0   | 0  | 6   | 6  | 1     | 4   | 3    | 0   | 3   | 3   | 4  | 12  | .500 |     | 1.000 | 9.0  | 3.0 | 1.0 | 0.8 |